# هزارتوی ذرت

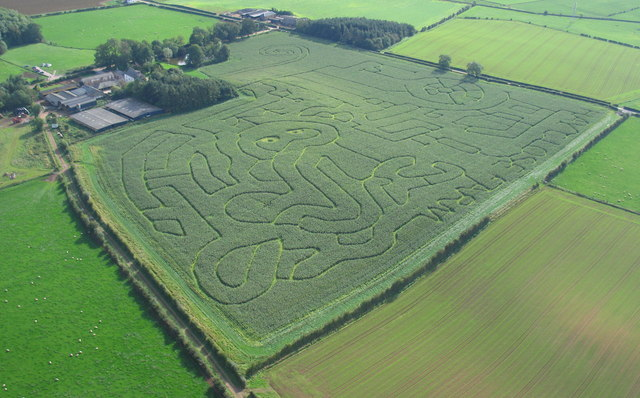
ذرت مزرعه Hay Close، کامبریا، انگلستان

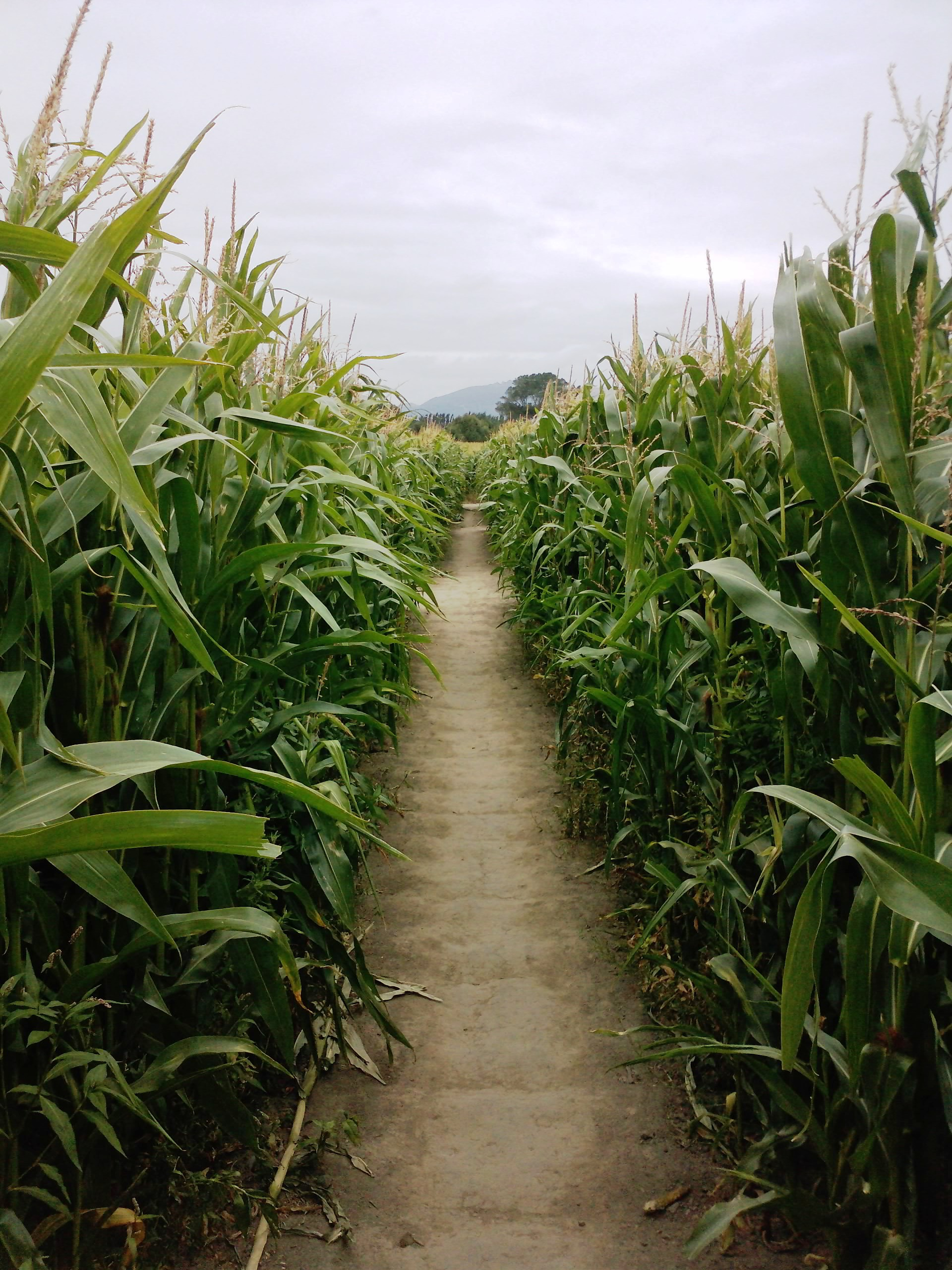
نمایی از داخل هزارتوی ذرت نزدیک کریستچرچ، نیوزیلند

هزارتوی ذرت گونه‌ای از باغ هزارتو است که توسط قطع کردن بخش‌هایی از یک مزرعه ذرت ایجاد گردیده‌است، اولین مورد از هزارتوی ذرت در اندازه کامل در آنویل، پنسیلوانیا در سال ۱۹۹۳ ایجاد شد. با این حال، هزارتوهای ذرت مشابه بسیاری در روزنامه‌ها از اوایل سال ۱۹۸۲ مورد توجه قرار گرفتند. هزارتوهای ذرت به جاذبه‌های گردشگری محبوب در آمریکای شمالی تبدیل شده‌اند، و برای مزارع درآمدزایی بسیاری را داشته‌اند.

## بن‌مایه
1. ↑  "Nation's First Corn Maze Rooted at LVC". Archived from the original on 2015-05-26.
2. ↑  "Maize Maze".